# Urtica pseudodioica
Urtica pseudodioica är en nässelväxtart som beskrevs av Ernst Gottlieb von Steudel. Urtica pseudodioica ingår i släktet nässlor, och familjen nässelväxter. Inga underarter finns listade i Catalogue of Life.